# 天衣派

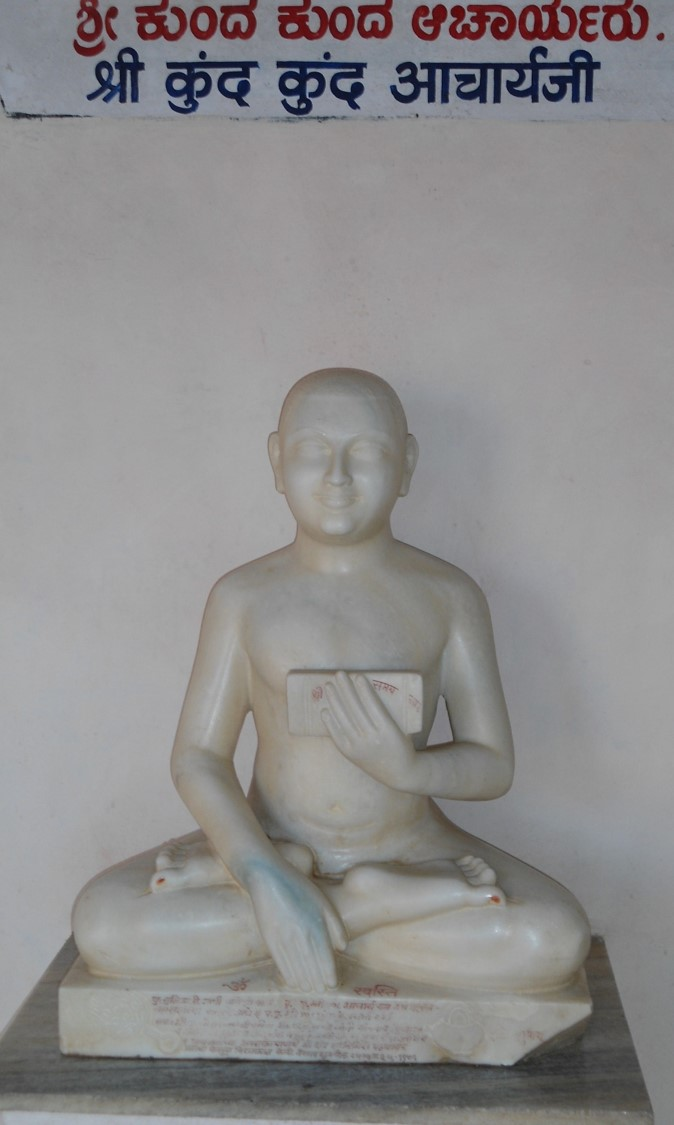
天衣派重要人物康达康达像

天衣派 又译为空衣派、裸体派，是印度传统宗教耆那教的两大流派之一。其名称源于（dik，意为“天空”）与（ambara，意为“衣服”）两个梵语词汇。该派教义认为僧侣不应该拥有或穿着任何衣服，只能以天为衣，故而得名。
与耆那教另一大流派白衣派相比，天衣派在着装、寺庙、肖像、传说、经典、对待女性的态度等方面都存在诸多差异。
天衣派僧侣以不执着、不拥有任何私产为美德。僧侣们手持由孔雀毛制成的公用掸子（picchi）驱赶他们行进路上或所坐地方的小虫，以防伤害生灵。
天衣派现存最古老的经典是二世纪中叶的《六部经典》（Ṣaṭkhaṅḍāgama）。康达康达则是天衣派传统中最重要的学僧之一。
天衣派区目前主要流行于印度北部拉贾斯坦邦、北方邦、德里、比哈尔邦、贾坎德邦、中央邦等地区，以及马哈拉施特拉邦南部、卡纳塔克邦的部分地区。据耆那教研究专家杰弗里·朗所述，目前印度所有耆那教徒中只有不到五分之一的教派属于天衣派。